# Kippase Indian Reserve 2
Kippase Indian Reserve 2 är ett reservat i Kanada.   Det ligger i provinsen British Columbia, i den sydvästra delen av landet, 3 800 km väster om huvudstaden Ottawa.
I omgivningarna runt Kippase Indian Reserve 2 växer i huvudsak blandskog. Runt Kippase Indian Reserve 2 är det mycket glesbefolkat, med 5 invånare per kvadratkilometer.